# War Wolves (téléfilm, 2009)
War Wolves est un téléfilm américain réalisé par Michael Worth, et diffusé le 8 mars 2009 sur Sci-Fi Channel.

## Synopsis
War Wolves décrit la vie de plusieurs soldats à qui on tendit une embuscade dans une petite ville au Moyen-Orient. Ils retournent chez eux et reprennent une vie normale mais se rendent compte que leur nature a subi un changement considérable. Ils peuvent se laisser pousser des dents de loup par volonté, en éprouvant une métamorphose mystérieuse et pénible. Ils se séparent quand ils réalisent qu’ils ont soif de sang.
En refusant de se rendre, l'un d’entre eux, Lawrence Talbot, cherche à trouver une autre vie. Mais il a du mal à se tirer de l’affaire, puisque sa « bande » essaie de le traquer et de l’emmener avec eux dans leur vie palpitante et métamorphosée.

## Fiche technique
- Titre : War Wolves
- Réalisateur et scénario : Michael Worth (en)
- Producteur : Brian Schwartz
- Société de production : Curb Entertainment
- Genre : Horreur
- Durée : 104 minutes
- Sortie : 2009
- interdit aux moins de 12 ans[Où ?]

## Distribution
- John Saxon : Tony Ford
- Tim Thomerson : Frank Bergman
- Michael Worth (en) : Jake Gabriel
- Adrienne Barbeau : Gail
- Natasha Alam : Erika Moore
- Kristi Clainos : Justine
- Siri Baruc : Casey
- Daniel Southworth : Clay
- Art LaFleur : Leo
- Zosia Mamet : Rudy
- Alex Ballar : Andrew Jensen
- Martin Kove : Malick
- Lois Stewart : Donna
- Margot Farley : Christine
- John Edward Lee : Tommy